# Лопінавір
Лопінаві́р (міжнародна транскрипція LPV) — синтетичний противірусний препарат з групи інгібіторів протеази для прийому всередину.

## Фармакологічні властивості
Лопінавір — синтетичний противірусний препарат з групи інгібіторів протеази. Механізм дії препарату полягає у інгібуванні активного центру ферменту вірусу ВІЛ — протеази, порушенні утворення вірусного капсиду та пригнічує реплікацію вірусу ВІЛ з утворенням незрілих вірусних частинок, що не можуть інфікувати клітини організму. До лопінавіру чутливі виключно віруси ВІЛ-1 та ВІЛ-2 та нечутливі протеази людини та інших еукаріотів. В клінічній практиці застосовується виключно з ритонавіром.

### Фармакокінетика
Лопінавір при прийомі всередину відносно повільно всмоктується, максимальна концентрація в крові досягається протягом 4 годин. Біодоступність препарату при самостійному прийомі не досліджувалась, під час досліджень встановлено, що при прийомі під час їжі біодоступність препарату збільшується. Лопінавір погано проникає через гематоенцефалічний бар'єр. Лопінавір проникає через плацентарний бар'єр та виділяється в грудне молоко. Препарат метаболізується в печінці, виводиться з організму переважно з калом, частково виводиться нирками у вигляді неактивних метаболітів. Період напіввиведення лопінавіру становить 5—6 годин, цей час не змінюється при печінковій та нирковій недостатності.

## Показання до застосування
Лопінавір застосовують для лікування ВІЛ-інфекції, що спричинюють ВІЛ 1 та 2, у складі комбінованої терапії у дорослих та дітей у комбінації з ритонавіром. Монотерапію препаратом не застосовують у зв'язку з швидким розвитком резистентності вірусу ВІЛ до препарату. Лопінавір розглядають як перспективний препарат для лікування близькосхідного коронавірусного респіраторного синдрому.

## Побічна дія
При застосуванні лопінавіру у комбінованій терапії з ритонавіром частіше за інші можуть спостерігатися наступні побічні ефекти: біль у животі, нудота, блювання, діарея, дисфагія, метеоризм, головний біль, депресія, безсоння, парестезії, артеріальна гіпертензія, астенія, гарячка, озноб, бронхіт, васкуліт, стенокардія, інфаркт міокарду, аменорея, зниження статевого потягу, чоловічий гіпогонадизм, похудіння. Під час проведення комбінованої антиретровірусної терапії у хворих зростає ймовірність лактатацидозу (підвищення вмісту молочної кислоти у крові), остеонекрозу і гепатонекрозу (загибелі клітин кісток і печінки, відповідно). При проведенні ВААРТ у хворих зростає ймовірність розвитку серцево-судинних ускладнень, гіперглікемії та гіперлактемії. Під час проведення ВААРТ зростає ймовірність синдрому відновлення імунної системи із загостренням латентних інфекцій.

## Протипоказання
Лопінавір протипоказаний при підвищеній чутливості до препарату, важкій печінковій недостатності. Під час прийому лопінавіру рекомендовано припинити годування грудьми. Препарат не рекомендується застосовувати разом із астемізолом, цизапридом, терфенадином, мідазоламом, пімозидом, бепридилом, аміодароном, алкалоїдами ріжків, пропафеноном, рифампіцином, симвастатином, ловастатином, індинавіром, нелфінавіром, силденафілом, фузидовою кислотою, сальметеролом, препаратами звіробою.

## Форми випуску
Лопінавір випускається у комбінації з ритонавіром у вигляді таблеток по 100 мг лопінавіру та 25 мг ритонавіру і по 200 мг лопінавіру та 100 мг ритонавіру, і у вигляді розчину для перорального прийому по 80/20 мг/мл. У минулому лопінавір випускався у вигляді капсул по 0,05 та 0,15 г та 1,5 % розчину для перорального застосування у флаконах по 240 мл.

## Дослідження
У 2014 році вивчалась ефективність лопінавіру проти вірусу папіломи людини. Дослідження показало що після використання препарату упродовж трьох місяців у 82.6 % пацієнток з тяжким захворюванням. Дослідження показало нормальній стан шийки матки, що було підтверджено мазками та результатами біопсії.
Для лопінавіру / ритонавіру вивчалася його антикоронавірусна активність на прикладі вірусу, який спричинює ТГРС. Летальність у дослідній групі була меншою 2.4 % у порівнянні з 28.8 % в контрольній групі.
У 2020 році були проведені клінічні дослідження використання лопінавіру /ритонавіру для лікування коронавірусної хвороби 2019.